# Never Say Never (singel Justina Biebera)
Never Say Never (pol. Nigdy Nie Mów Nigdy) - singel kanadyjskiego piosenkarza Justina Biebera i Jadena Smitha, nagrany na potrzeby filmu Karate Kid. Singel został wydany 8 czerwca 2010 i 25 lutego 2011, zaś jego producentem jest The Messengers.